# 長亨巴士總站
長亨巴士總站（英語：Cheung Hang Bus Terminus）是香港葵青區青衣島的一個巴士總站，位於長亨邨。現有4條巴士路線以本站作為總站，亦有2條小巴路線本站作為總站，同時亦有1條巴士路線以本站為中途站。

## 總站路線資料（巴士）

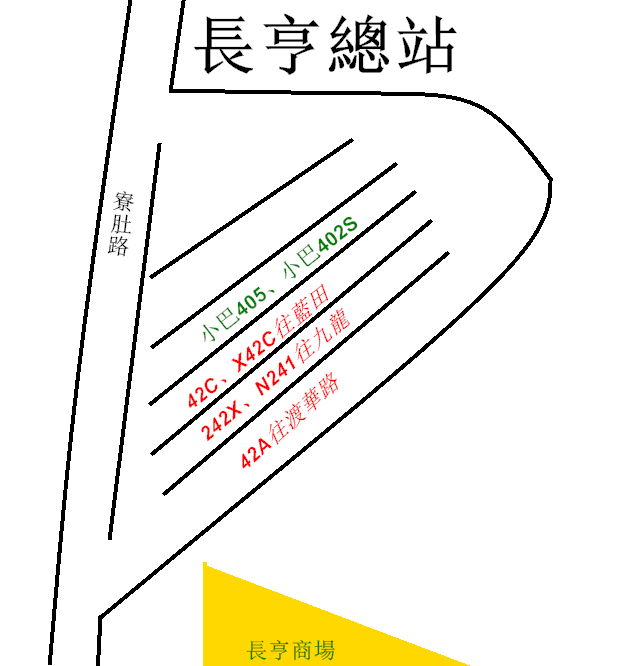
長亨總站的平面圖

### 九龍巴士42A線
- 青衣（長亨邨） ↔ 佐敦（西九龍站）

### 九龍巴士42C線
- 青衣（長亨邨） ↔ 藍田站

### 九龍巴士43C線(下午班次)
- 大角咀（維港灣） → 青衣（長亨邨）

### 九龍巴士242X線
- 青衣（長亨邨） → 尖沙咀（中間道）（上午班次）
尖沙咀東（麼地道） → 青衣（長亨邨）（下午班次）

### 九龍巴士X42C線
- 青衣（長亨邨） ↔ 油塘

## 總站路線資料（專線小巴）

### 新界區專線小巴402S線
- 長亨 ↔ 荃灣（眾安街）

### 新界區專線小巴405線
- 長亨 ↺ 荔景（南）

## 途經路線資料（巴士）

### 九龍巴士N241線
- 紅磡站 ↔ 青衣（長宏邨）

## 途經路線資料（專線小巴）

### 新界區專線小巴407線
- 長宏 ↔ 瑪嘉烈醫院

### 新界區專線小巴407B線
- 長宏 → 葵盛圍

### 新界區專線小巴409線
- 長宏 ↺ 荃灣街市街

### 新界區專線小巴409K線
- 長宏 ↺ 荃灣（海貴路）

### 新界區專線小巴409S線
- 長宏 ↺ 荃灣街市街

## 車坑分佈
| 車坑分佈（以入口最左邊起計） | 車坑分佈（以入口最左邊起計） | 車坑分佈（以入口最左邊起計） |
| 車坑編號                     | 車坑數目                     | 路線                         |
| ---------------------------- | ---------------------------- | ---------------------------- |
| 1                            | 單坑                         | 九龍巴士42A線                |
| 2                            | 單坑                         | 九龍巴士43C、242X、N241線    |
| 3                            | 雙坑                         | 九龍巴士42C、X42C線          |